# Никольский Казачий собор

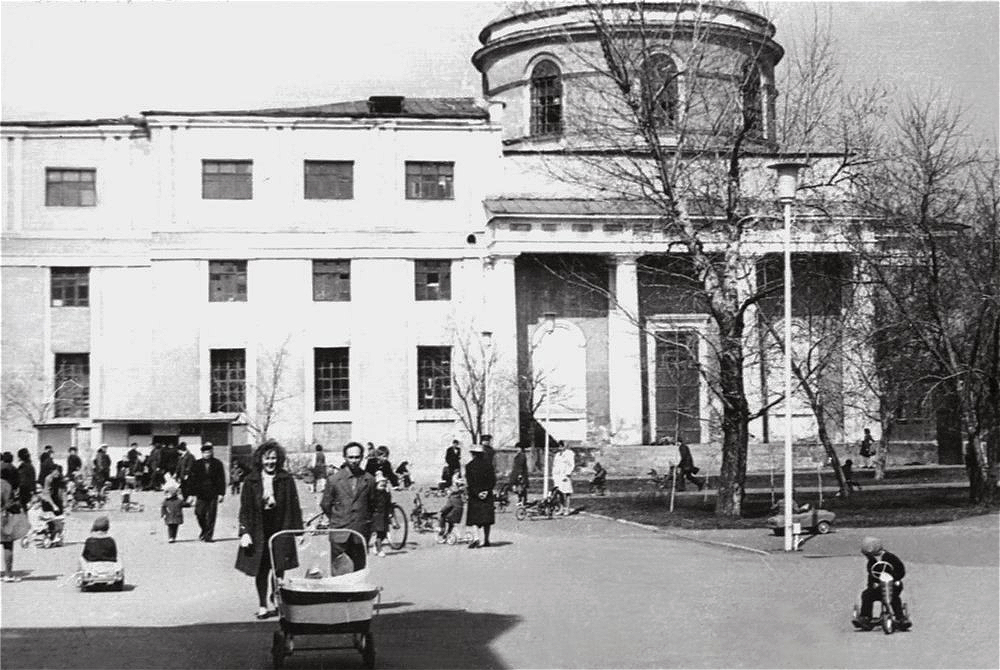

Никольский Казачий собор — приходской православный храм в Омске. Входит в состав Центрального благочиния Омской епархии Русской православной церкви. Памятник архитектуры позднего классицизма.
В советское время перестроен под хозяйственные и культурные нужды (после разборки колокольни и надстройки 2-го и 3-го этажей над трапезной и притвором). Храм имеет два хора, ковчег с частицами мощей и многое другое.

## История храма
Никольский Казачий собор был заложен 15 мая 1833 года. Архитектором храма считается Василий Стасов, автор многих сооружений и зданий Санкт-Петербурга и Москвы. Собор построен на средства сибирских казаков и многих других. Первоначально здание собора предполагалось построить в месте, расположенном позади конно-артиллерийских казарм и конюшен. Однако император Николай Павлович признал неудобным, чтобы храм находился вдали от центра города, и повелел построить церковь среди площади, между училищем и войсковой фабрикой.
В июне 1840 года ещё недостроенный храм был освящён протоиереем Димитрием Пономарёвым.
Престолов в храме — три: главный — Святителя и Чудотворца Николая, приделы: правый — во имя Симеона Богоприимца и Анны Пророчицы, левый — во имя Великомученика и Победоносца Георгия. Имелась чтимая икона — список с чудотворной иконы Козельщанской Божией Матери.
В сентябре 1897 года при соборе была открыта четырёхклассная школа для девочек.
К храму были приписаны три посёлка: Захламинский (с церковью во имя Великомученика Дмитрия Солунского), Новый (с часовней во имя Апостолов Петра и Павла) и Черемуховский (с часовней во имя Казанской Божией Матери).

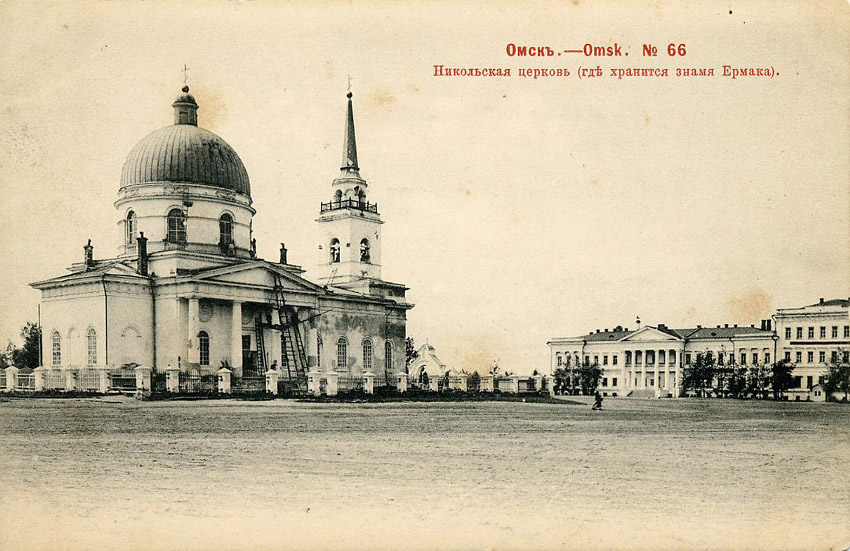
Никольский Казачий собор в 1915 году

В 1883 году собор приобрёл главную реликвию — знамя Ермака с изображением святого Димитрия Солунского. В 1918 году, в ходе Гражданской войны, оно было утрачено, и ныне в храме хранится копия знамени.

Концерт камерного оркестра в бывшем здании Свято-Никольского собора, 1986 год

В ноябре 1928 года решением Омского горсовета здание передано под культурные нужды. Омский окружной административный отдел 10 января 1930 года получил сообщение, что ВЦИК утвердил закрытие Никольского Казачьего собора. В середине января были сняты церковные колокола (общий вес которых составил 300 пудов), их на санях отправили на переплавку. Оставшееся имущество собора поступило в Западно-Сибирский краевой музей.
В июле 1945 года в здании храма был открыт кинотеатр «Победа» Архивная копия от 17 апреля 2021 на Wayback Machine, находившийся здесь до 1965 года.
С 1966 года по 1970 год в здании располагалась детская хоровая студия «Школьные годы» Омского отделения Всероссийского хорового общества Архивная копия от 16 февраля 2020 на Wayback Machine. Кроме того, в это время здание собора использовалось как склад оборудования городского сада. В 1970 году здание было признано аварийным, и Омский горисполком принял решение снести Казачий собор, но благодаря настойчивости омской общественности и деятелей культуры решение было отменено. На основании постановления Совета министров РСФСР № 624 от 4 декабря 1974 года Никольский казачий собор признан памятником истории и архитектуры.
С декабря 1983 года до 1998 года в здании собора размещался Зал органной и камерной музыки Омской государственной филармонии  Архивная копия от 29 января 2020 на Wayback Machine.
В июне 1998 года собор передан Омско-Тарской епархии Русской православной церкви.

## Архитектура собора

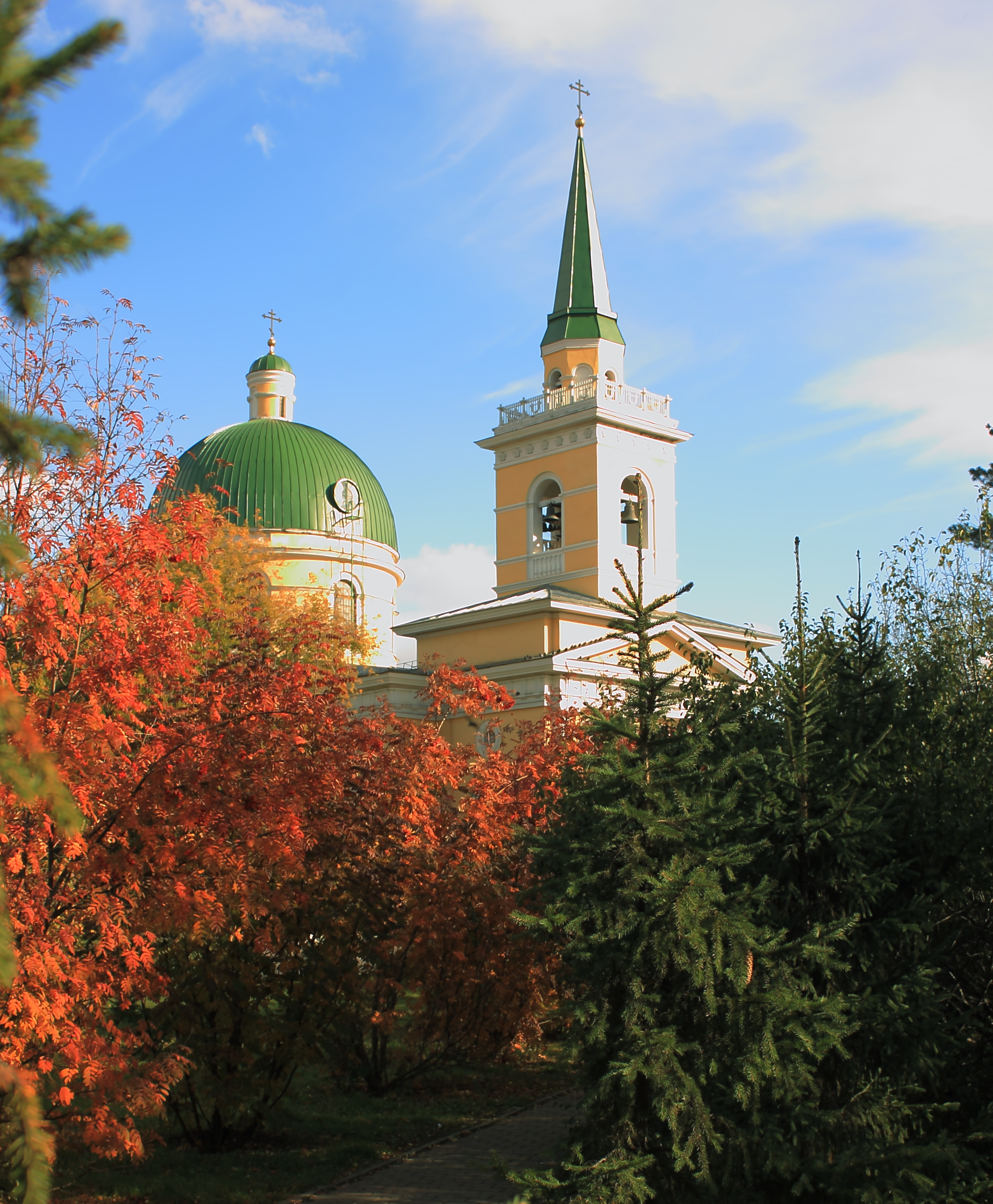
Никольский казачий собор

Ныне храм имеет иконостас, выполненный по проекту Василия Гульченко бригадой резчиков под руководством Владимира Малых. Золочение иконостаса провёл Олег Зотин. Храмовые иконы написаны в епархиальной мастерской, возглавляемой Геннадием Адаевым, иконописцами Дмитрием Фофиных, Татьяной Голубевой, Артуром Костылёвым, Владимиром Ходыкиным, Дионисием и Наталией Непобедимы. В соборе ежедневно служится Божественная литургия, совершаются требы.

## Святые реликвии
По обеим сторонам от центрального иконостаса собора расположены сени для хранения резных икон с частицами мощей — преподобного Серафима Саровского и святителя Феодосия Черниговского.
В храме в ковчеге хранятся частицы мощей:
- преподобного Сергия Радонежского
- святителя Филарета Московского
- преподобного Шио Мгвимского
- великомученика Георгия Победоносца
- преподобного Максима Грека
- святителя Иннокентия Московского
- святителя Софрония Иркутского
- преподобного Феодора Санаксарского
- священномученика Харалампия
- преподобного Моисея Угрина
- святителя Мелетия Сибирского
- преподобного Василия Печерского
- преподобного Гавриила Седмиезерского

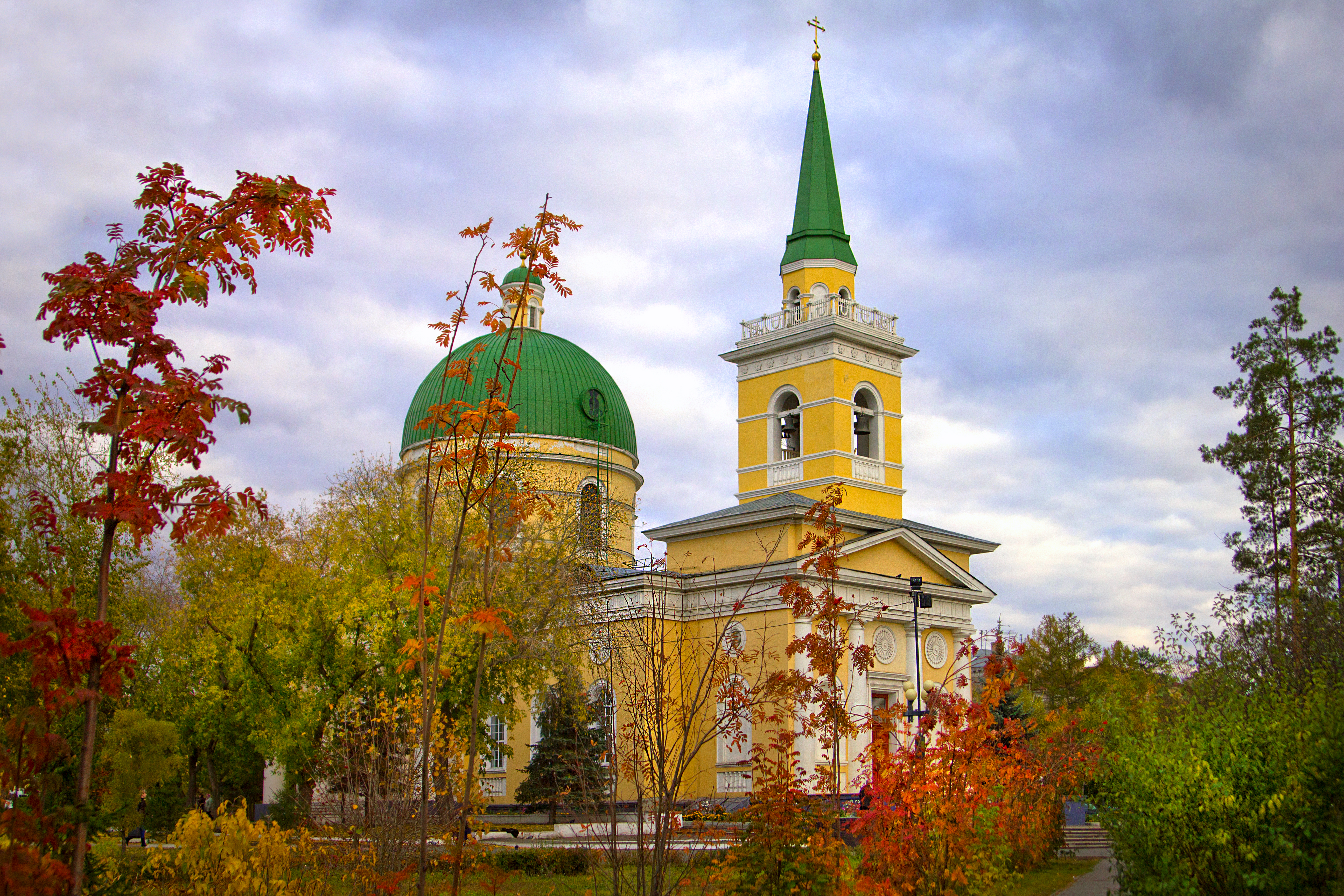
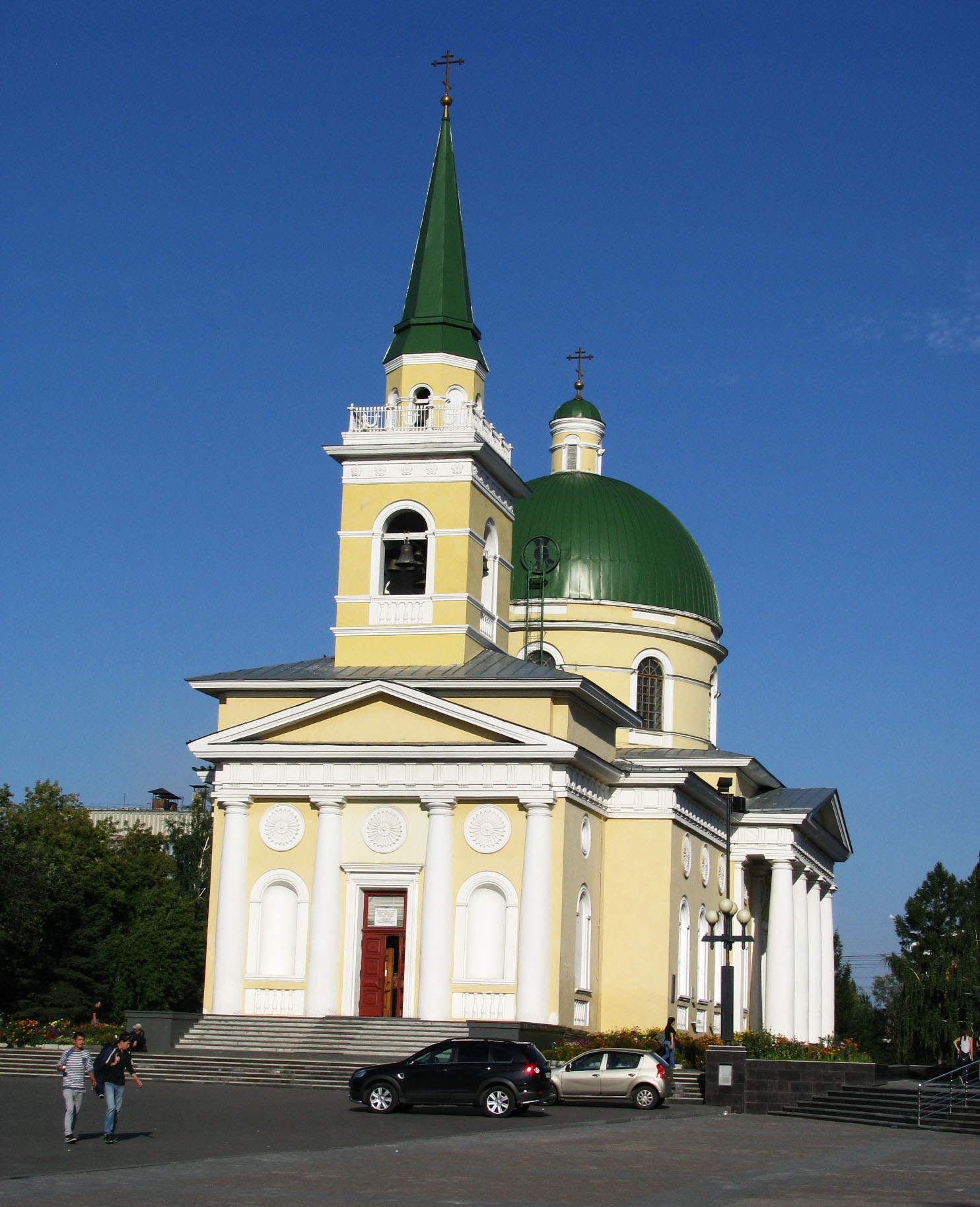
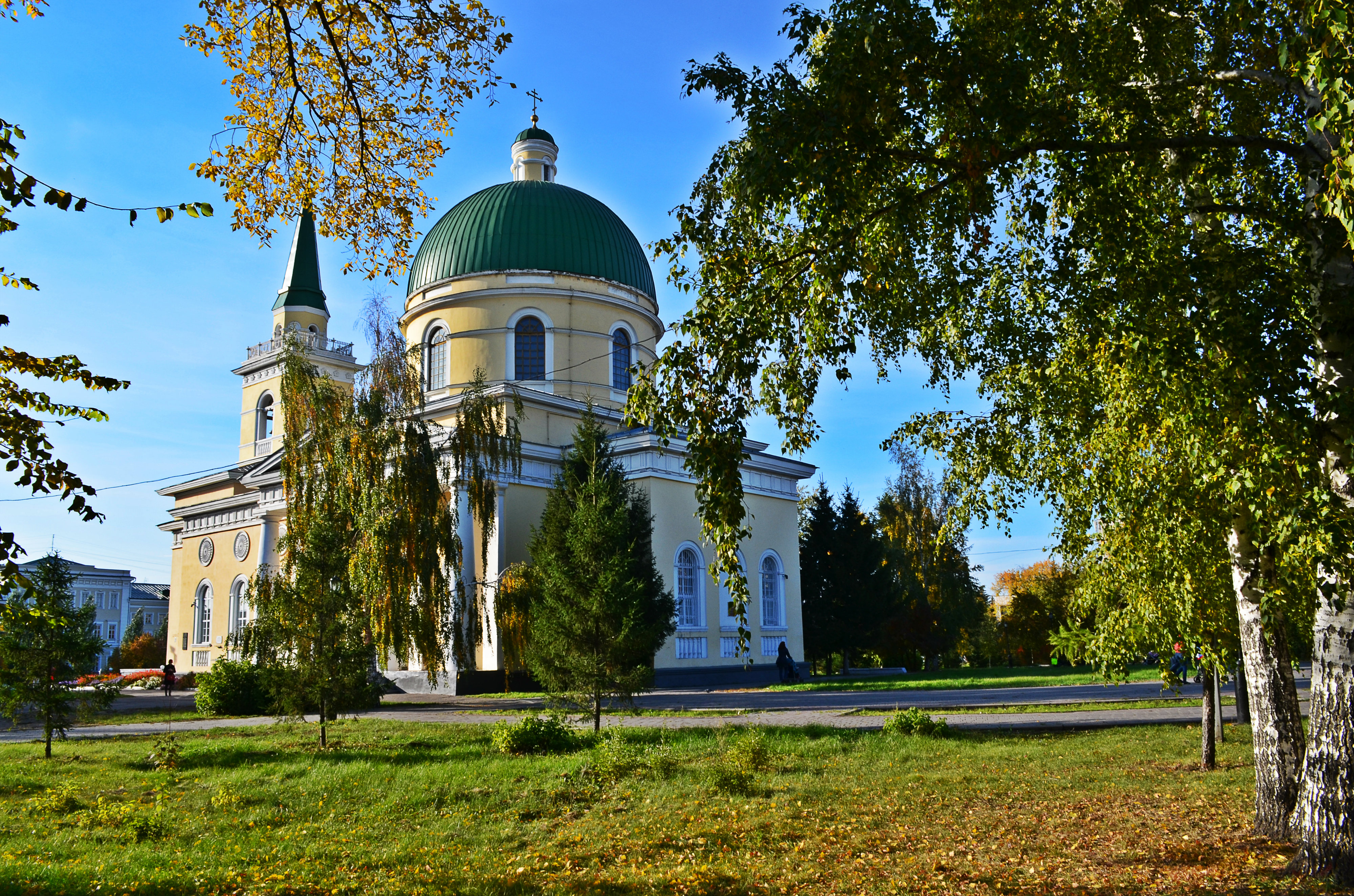